# Strigă-mă pe numele tău (film)
Strigă-mă pe numele tău (engleză: Call Me by Your Name) este un film dramă de dragoste regizat de Luca Guadagnino după scenariul lui James Ivory, bazat și el pe romanul omonim din 2007 al scriitorului italiano-american André Aciman. Parte a categoriei de filme aparținând genului coming-of-age, Strigă-mă pe numele tău este al treilea și ultimul din trilogia tematică Desire a lui Guadagnino, după Io sono l'amore (2009) și A Bigger Splash (2015). Plasat în Italia anului 1983, Strigă-mă pe numele tău relatează relația romantică dintre Elio Perlman (Timothée Chalamet), un tânăr de 17 ani care locuiește într-un sat din nordul țării, și asistentul american al tatălui său, Oliver (Armie Hammer). Filmul îi are în distribuție și pe Michael Stuhlbarg, Amira Casar, Esther Garrel și Victoire Du Bois.
Ideea filmului a apărut în 2007, când producătorii Peter Spears și Howard Rosenman au optat pentru drepturile de ecranizare a romanului lui Aciman. Ivory fusese însărcinat să co-regizeze filmul, însă în cele din urmă a ajuns să îi scrie scenariul și să îl producă. Guadagnino, angajat ca un simplu consultant de locație, a devenit într-un final regizorul și producătorul filmului. Pelicula a fost finanțată de numeroase companii internaționale, fiind turnat în Crema, Lombardia, în mai și iunie 2016. Cameramanul Sayombhu Mukdeeprom a tras filmul pe peliculă celuloid de 35 mm.
Strigă-mă pe numele tău a fost preluat pentru distribuție de către Sony Pictures Classics înainte de premiera mondială la Festivalul de Film Sundance de pe 22 ianuarie 2017. A fost lansat în cinematografele din Marea Britanie pe 27 octombrie 2017, iar în cele din Statele Unite pe 24 noiembrie. Premiera în România a avut loc pe 9 februarie 2018. Filmul a fost lăudat de critici, în special pentru actorie, scenariu, regie și coloană sonoră. La cea de-a 23-a ediție a Critics' Choice Awards, Ivory a câștigat premiul pentru cel mai bun scenariu adaptat. Chalamet a fost nominalizat la categoria „Cel mai bun actor în rol principal” în cadrul premiilor AACTA, BAFTA, Critics' Choice, Globul de Aur, Independent Spirit și Screen Actors Guild. Filmul a fost lansat și pe Netflix în 2021 catalogat ca sobru, intim și romantic.

## Distribuție
|                       |
| Oliver (Armie Hammer) |

|                                  |
| Elio Perlman (Timothée Chalamet) |

|                                    |
| Domnul Perlman (Michael Stuhlbarg) |

|                               |
| Annella Perlman (Amira Casar) |

|                        |
| Marzia (Esther Garrel) |

|                           |
| Chiara (Victoire Du Bois) |

|                          |
| Mafalda (Vanda Capriolo) |

|                            |
| Anchiese (Antonio Rimoldi) |

|                                 |
| Istoricul artei 1 (Elena Bucci) |

|                                   |
| Istoricul artei 2 (Marco Sgrosso) |

|                       |
| Mounir (André Aciman) |

|                      |
| Isaac (Peter Spears) |

|                            |
| Alessandro (Xhuliano Ujka) |